# 4171 Carrasco
4171 Carrasco eller 1982 FZ1 är en asteroid i huvudbältet som upptäcktes den 23 mars 1982 av den amerikanska astronomen Carolyn S. Shoemaker vid Palomar-observatoriet. Den är uppkallad efter Juan Carrasco.
Asteroiden har en diameter på ungefär 4 kilometer och den tillhör asteroidgruppen Flora.